# هیستروسکوپی
هیستروسکوپی (به انگلیسی: Hysteroscopy) دیدن محوطه داخل رحمی و لوله‌های فالوپ از طریق دستگاه درون‌بینی (اندوسکوپ) است که از طریق دهانه رحم داخل می‌شود. هیستروسکوپی در تشخیص برخی بیماریهای رحمی مانند سندرم آشرمن کاربرد دارد. همچنین در برخی بیماریها مانند پولیپ اندومتر و میومکتومی فیبروم رحمی نقش تشخیصی و درمانی دارد.